# Lambeth Bridge
Lambeth Bridge è un ponte pedonale e carrabile sul fiume Tamigi tra Westminster, sulla riva nord, e Lambeth, sulla riva sud, a Londra. 
Il colore dominante del ponte è il rosso, in assonanza con le sedute della Camera dei Lord, che occupa la parte del Palazzo di Westminster ad esso più vicina e in contrasto col colore verde del Westminster Bridge che ricorda il rivestimento delle sedute della Camera dei Comuni, situata nella parte settentrionale del vicino palazzo.
Il ponte successivo a valle è Westminster Bridge mentre il primo a monte è il Vauxhall Bridge.